# Мужская сборная Австралии по хоккею на траве
Мужская сборная Австралии по хоккею на траве (англ. Australia Men's national field hockey team; прозвище «Кукабары» англ. «Kookaburras»: по названию австралийских птиц, знаменитых своими криками, очень похожими на человеческий хохот) — мужская сборная по хоккею на траве, представляющая Австралию на международной арене. Управляющим органом сборной выступает национальная федерация хоккея «Hockey Australia».
Образована в 1922 году, тогда же сыграла свою первую игру. Одна из наиболее успешных национальных сборных Австралии: единственная из австралийских сборных, которая на последних шести летних Олимпийских играх (1992—2012) каждый раз выигрывала какую-либо медаль, а на каждой из летних Олимпиад начиная с 1980 года в Москве не опускалась ниже 4-го места. Трижды выигрывала чемпионаты мира (1986, 2010, 2014). То, что «Кукабарры» никак не могли выиграть олимпийское золото, вызывало многочисленные разговоры среди австралийских болельщиков о том, что у команды «неверный курс»; эти разговоры прекратились после того как сборная наконец-то победила на Олимпиаде в Афинах в 2004 году.
Сборная является одной из сильнейших в мире, занимает (по состоянию на 16 июня 2014) 1-е место в рейтинге Международной федерации хоккея на траве (FIH).

## Результаты выступлений

### Чемпионат мира по индорхоккею
- 2003 — 8-е место
- 2007 — 8-е место
- 2011 — 7-е место
- 2015 —